# Orazio Toraldo di Francia
Orazio Toraldo di Francia (Tropea, 9 settembre 1884 – Roma, 9 luglio 1958) è stato un ufficiale e geografo italiano.

## Biografia
Scelse di seguire la carriera militare, formandosi a Torino prima all'Accademia di Artiglieria e Genio, poi alla Scuola Superiore di Guerra. In seguito alla partecipazione alla prima guerra mondiale col grado di capitano, attivo in particolare nelle operazioni militari tra il Monte Sabotino e il Monte Podgora, fu decorato della medaglia d'argento al valor militare, della military cross e della croix de guerre.
Laureatosi in scienze naturali presso l'Università di Firenze, nel 1921 ebbe il grado di tenente colonnello, nel 1928 fu promosso colonnello, mentre quattro anni più tardi sarebbe diventato maggior generale.
Dall'inizio degli anni venti diresse l'Ufficio studi militari e speciali dell'Istituto Geografico Militare, di cui un decennio più tardi sarà nominato vicedirettore e dal 1940 direttore. Ha anche diretto l'Ufficio confini dello Stato Maggiore dell'Esercito.
Con l'Istituto Geografico Militare (IGM) pubblicò studi a carattere geografico-militare, fra cui quello sulla Venezia Tridentina (1924), fornendo più tardi un contributo importante alla topo-cartografia dell'Africa Orientale Italiana. Diede impulso all'osservazione astronomica sul Monte Entoto (Addis Abeba), alle rilevazioni geodetiche e all'applicazione della fotogrammetria nello studio dei fenomeni geografici. Si occupò anche di diverse scale delle carte geografiche d'Italia e dell'Albania.
Fu presidente della Società geografica italiana dal 1945 al 1955. 
Il figlio Giuliano fu un eminente fisico.